# Sicista caucasica
Sicista caucasica är en däggdjursart som beskrevs av Boris Stepanovich Vinogradov 1925. Sicista caucasica ingår i släktet buskmöss och familjen hoppmöss. IUCN kategoriserar arten globalt som sårbar. Inga underarter finns listade i Catalogue of Life.
Arten förekommer i västra Kaukasus i Georgien och Ryssland. Den lever i regioner som ligger 1400 till 2000 meter över havet. Habitatet utgörs av bergsängar och delvis av öppna bergsskogar. Individerna håller länge vinterdvala och är bara 3 till 3,5 månader aktiv. Individer i fångenskap åt insekter, bär och frön. Honor föder 4 till 6 ungar per kull.
Arten blir 43,5 till 69 mm lång (huvud och bål), har en 84 till 106 mm lång svans och väger 5,8 till 7,2 g. Den har 17,5 till 22 mm långa bakfötter och 9 till 13 mm långa öron. På ovansidan förekommer ockra päls med röd skugga och några hår har svartbruna spetsar. I motsats till flera andra buskmöss har Sicista caucasica ingen mörk längsgående strimma på ryggens topp. Fram mot undersidan blir pälsen ljusgrå eller vit utan tydlig gräns. Svansen kan vara enfärgad eller uppdelad i en brunaktig ovansida samt en ljus undersida. Tummen vid framtassarna är mycket kort men den har en liten nagel. Arten har i överkäken på varje sida en framtand, ingen hörntand, en premolar och tre molarer. I underkäken saknas den premolara tanden.
Den sällsynta arten Sicista armenica har i princip samma utseende. Skillnader mot Sicista caucasica finns i hannarnas könsdelar och i genetiken.